# Kirsten Wenzel
Kirsten Wenzel (Leipzig, 27 februari 1961) is een Duits stuurvrouw bij het roeien.
Wenzel won in 1978 en 1979 de wereldtitel in de vier-met-stuurvrouw. Wenzel stuurde in 1980 de Oost-Duitse vier-met-stuurvrouw naar de olympische gouden medaille.

## Resultaten

### Olympische Zomerspelen
| Jaar | Plaats | Resultaten                |
| ---- | ------ | ------------------------- |
| 1980 | Moskou | in de vier-met-stuurvrouw |

### Wereldkampioenschappen roeien
| Jaar | Plaats    | Resultaten                |
| ---- | --------- | ------------------------- |
| 1978 | Cambridge | in de vier-met-stuurvrouw |
| 1979 | Bled      | in de vier-met-stuurvrouw |
| 1981 | München   | in de vier-met-stuurvrouw |
| 1982 | Luzern    | in de acht                |

1976: Karin Metze & Bianka Schwede & Gabriele Lohs & Andrea Kurth & Sabine Heß ·
1980: Ramona Kapheim & Silvia Fröhlich & Angelika Noack & Romy Saalfeld & Kirsten Wenzel·
1984: Florica Lavric & Maria Fricioiu & Chira Apostol & Olga Bularda & Viorica Ioja·
1988: Martina Walther & Gerlinde Doberschütz & Carola Hornig & Birte Siech & Sylvia Rose